# جيمس ماينارد
جيمس ماينارد (بالإنجليزية: James Maynard)‏ هو رياضياتي بريطاني، ولد في 10 يونيو 1987 في تشيلمسفورد في المملكة المتحدة. اشُتهر بأبحاثه عن الفجوات الأولية. في عام 2017 تم تعيينه كأستاذ باحث في جامعة أكسفورد.

## حياته المهنية
بعد حصوله على درجتي البكالوريوس والماجستير من جامعة كامبريدج عام 2009 ، حصل ماينارد على درجة الدكتوراه من جامعة أكسفورد في كلية باليول عام 2013 تحت إشراف روجر هيث براون. خلال العامين 2013 و 2014 ، كان ماينارد باحثًا لما بعد الدكتوراه في جامعة مونتريال.

في نوفمبر 2013 ، قدم ماينارد إثباتاً مختلفًا على مبرهنة يتانغ تشانغ بأن هناك فجوات محدودة بين الأعداد الأولية. أدى برهان ماينارد إلى النتيجة التالية :
{\displaystyle ,\liminf _{n\to \infty }\left(p_{n+1}-p_{n}\right)\leq 600}
بعبارة أخرى ، أظهر أن هناك عددًا لا نهائيًا من الأعدادا الأولية التي تختلف بمقدار أقل أو يساوي 600. بعد ذلك ، تم إنشاء مشروع Polymath8b ، الذي أدت جهوده التعاونية إلى تقليص حجم الفجوة إلى 246.